# Le Singe et le Léopard
Le Singe et le Léopard est la troisième fable du livre IX de Jean de La Fontaine situé dans le second recueil des Fables de La Fontaine, édité pour la première fois en 1678.

## Texte de la fable
Le Singe avec le Léopard

Gagnaient de l’argent à la foire

Ils affichaient chacun à part.

L’un d’eux disait : Messieurs, mon mérite et ma gloire

Sont connus en bon lieu ; le Roi m’a voulu voir ;

         Et si je meurs il veut avoir

Un manchon de ma peau ; tant elle est bigarrée, 

         Pleine de taches, marquetée,

         Et vergetée, et mouchetée.

La bigarrure plaît ; partant chacun le vit.

Mais ce fut bientôt fait, bientôt chacun sortit.

Le Singe de sa part disait : Venez de grâce,

Venez messieurs. Je fais cent tours de passe-passe.

Cette diversité dont on vous parle tant,

Mon voisin Léopard l’a sur soi seulement ;

Moi, je l’ai dans l’esprit : votre serviteur Gille,

         Cousin et gendre de Bertrand,

         Singe  du Pape en son vivant,

         Tout fraîchement en cette ville

Arrive en trois bateaux, exprès pour vous parler;

Car il parle, on l’entend ; il sait danser, baller,

         Faire des tours de toute sorte,

Passer en des cerceaux; et le tout pour six blancs

Non messieurs, pour un sou; si vous n’êtes contents

Nous rendrons à chacun son argent à la porte.

Le Singe avait raison; ce n’est pas sur l’habit

Que la diversité me plaît, c’est dans l’esprit

L’une fournit toujours des choses agréables ;

L’autre en moins d’un moment lasse les regardants.

Ô ! que de grands Seigneurs, au Léopard semblables,

         N’ont que l’habit pour tous talents !
— Jean de La Fontaine, Fables de La Fontaine, Le Singe et le Léopard, texte établi par Jean-Pierre Collinet, Fables, contes et nouvelles, Gallimard, « Bibliothèque de la Pléiade », 1991, p. 351